# Challenger de El Cairo
El Palm Hills International Tennis Challenger es un torneo profesional de tenis. Pertenece al ATP Challenger Series. Se juega desde el año 1983 sobre pistas de polvo de ladrillo, en El Cairo, Egipto.

## Palmarés

### Individuales
| Año         | Campeón             | Finalista            | Resultado      |
| ----------- | ------------------- | -------------------- | -------------- |
| 1983        | Henrik Sundström    | Juan Avendaño        | 6–7, 6–2, 6–0  |
| 1984        | Fernando Luna       | Mark Dickson         | 6–4, 6–2       |
| 1985        | Fernando Luna       | Trevor Allan         | 6–3, 6–4       |
| 1986        | No se completó      | No se completó       | No se completó |
| 1987        | Alberto Tous        | David de Miguel      | 6–2, 6–3       |
| 1988        | Jordi Arrese        | Carlos di Laura      | 7–6, 6–2       |
| 1989        | Sergi Bruguera      | Jordi Arrese         | 6–7, 6–4, 6–4  |
| 1990        | Thomas Muster       | José Francisco Altur | 6–4, 6–3       |
| 1991        | Bryan Shelton       | Jacco Eltingh        | 7–6, 7–6       |
| 1992 - 1995 | No se disputó       | No se disputó        | No se disputó  |
| 1996        | Fernando Meligeni   | Alberto Berasategui  | 3-6, 6-1, 6-2  |
| 1997        | Alberto Berasategui | Karim Alami          | 7-5, 6-3       |
| 1998        | Albert Portas       | Alberto Martín       | 6-2, 1-6, 6-3  |
| 1999        | Karim Alami         | Christophe Rochus    | 6-3, 6-1       |
| 2000        | Albert Portas       | Jiří Vaněk           | 7-5, 6-3       |
| 2001        | No se disputó       | No se disputó        | No se disputó  |
| 2002        | Stefano Galvani     | Albert Portas        | 2-6, 7-6, 6-1  |
| 2003 - 2009 | No se disputó       | No se disputó        | No se disputó  |
| 2010        | Ivo Minář           | Simone Vagnozzi      | 3–6, 6–2, 6–3  |

### Dobles
| Año         | Campeones                                | Finalistas                        | Resultado           |
| ----------- | ---------------------------------------- | --------------------------------- | ------------------- |
| 1983        | Broderick Dyke Rod Frawley               | Brad Drewett John Feaver          | 6–3, 6–2            |
| 1984        | Brett Dickinson Drew Gitlin              | Marcel Freeman Tim Wilkison       | 7–6, 6–3            |
| 1985        | Anand Amritraj Lloyd Bourne              | Trevor Allan Alberto Tous         | 6–4, 2–6, 7–5       |
| 1986        | No se disputó                            | No se disputó                     | No se disputó       |
| 1987        | Loïc Courteau Tore Meinecke              | Jordi Arrese David de Miguel      | 2–6, 7–6, 6–4       |
| 1988        | Josef Čihák Cyril Suk                    | Roberto Argüello Marcelo Ingaramo | 6–3, 6–2            |
| 1989        | Jordi Arrese Tomás Carbonell             | Carlos Costa Francisco Roig       | 7–6, 6–3            |
| 1990        | Tomáš Anzari David Rikl                  | Eduardo Masso Christian Miniussi  | 6–3, 6–7, 7–5       |
| 1991        | Martin Damm David Rikl                   | Byron Black Marcos Ondruska       | 6–2, 6–3            |
| 1992 - 1995 | No se disputó                            | No se disputó                     | No se disputó       |
| 1996        | Alberto Berasategui Germán Puentes       | Branislav Galik Borut Urh         | 6–0, 6–0            |
| 1997        | Tomás Carbonell Francisco Roig           | Wayne Arthurs Eyal Ran            | 6–3, 6–3            |
| 1998        | Albert Portas Álex López Morón           | Salvador Navarro Alberto Martín   | 4–6, 6–3, 6–2       |
| 1999        | Juan Ignacio Carrasco Jairo Velasco, Jr. | Albert Portas Álex López Morón    | 6–7(6), 6–4, 7–6(5) |
| 2000        | Albert Portas Álex López Morón           | Pavel Kudrnáč Petr Kovačka        | 6–4, 6–3            |
| 2001        | No se disputó                            | No se disputó                     | No se disputó       |
| 2002        | Karsten Braasch Tomas Behrend            | Albert Portas Álex López Morón    | 7–6(3), 6–4         |
| 2003 - 2009 | No se disputó                            | No se disputó                     | No se disputó       |
| 2010        | Martin Slanar Simone Vagnozzi            | Andre Begemann Dustin Brown       | 6–3, 6–4            |